# Bezoekerscentrum De Grote Rivieren
Het Bezoekerscentrum De Grote Rivieren is een museum te Heerewaarden, gelegen aan Langestraat 38.

## Geschiedenis
De geschiedenis van het museum vangt aan met de teloorgang van de riviervisserij. In eerste opzet dacht men daarom aan een visserijmuseum: Heerewaarden had vanouds een grote vissersvloot met in 1952 nog 38 schokkers die op zalm en paling visten. Watervervuiling en waterstaatkundige ingrepen deden de visserij teniet: In 1957 werd de laatste zalm gevangen. Enkele inwoners begonnen met het verzamelen van voorwerpen die op de riviervisserij betrekking hadden.
In 1971 werd een tentoonstelling over de visserij gehouden en werden de plannen voor een visserijmuseum concreter. De doelstelling verbreedde zich tot de invloed van het menselijk handelen op zijn omgeving. In 1986 werd het Milieu Centrum "De Grote Rivieren" officieel geopend. In 1997 werd de instelling omgedoopt tot Bezoekerscentrum De Grote Rivieren. Naast voorlichting over de riviervisserij kreeg het centrum ook milieu-educatie als taak.

## Collectie
In het oog springt een schokker die zich in de tuin van het centrum bevindt. Verder zijn er voorwerpen aangaande de zegenvisserij, netten, kaapstanders, een taanhuisje en een torentje dat uitzicht biedt op de twee grote rivieren (Maas en Waal), die hier dicht bij elkaar komen. In aquaria zijn de riviervissen te bewonderen.
Ook zijn er voorwerpen en beelden die betrekking hebben op de baksteenindustrie die eveneens een belangrijk aspect van de Heerenwaarder economie vormde.
Ook is er een afdeling die de invloed van mens op rivier en omgekeerd toont: overstromingen, dijkverzwaringen, natuurontwikkeling en dergelijke.